# Сельское поселение «Буйлэсанское»
Се́льское поселе́ние «Буйлэсанское» — муниципальное образование в Ононском районе Забайкальского края Российской Федерации.
Административный центр — село Буйлэсан.

## История
Статус и границы сельского поселения установлены Законом Читинской области от 19 мая 2004 года «Об установлении границ, наименований вновь образованных муниципальных образований и наделении их статусом сельского, городского поселения в Читинской области».

## Население
| 2010 | 2011 | 2012 | 2013 | 2014 | 2015 | 2016 |
| ---- | ---- | ---- | ---- | ---- | ---- | ---- |
| 525  | ↘522 | ↘509 | ↘493 | ↘482 | ↗494 | ↘479 |
| 2017 | 2018 | 2019 | 2020 | 2021 |      |      |
| ↗486 | ↘475 | ↗479 | ↘466 | ↘393 |      |      |

## Состав сельского поселения
| № | Населённый пункт | Тип населённого пункта       | Население |
| - | ---------------- | ---------------------------- | --------- |
| 1 | Байн-Цаган       | село                         | ↘51       |
| 2 | Буйлэсан         | село, административный центр | ↘390      |